# Архиепархия Лилля
Архиепархия Лилля (лат. Archidioecesis Insulensis) — архиепархия Римско-Католической церкви с центром в городе Лилль, Франция. Архиепархия Лилля распространяет свою юрисдикцию на территорию департаментов Нор — Па-де-Кале и Нор. В митрополию Лилля входит епархия Арраса. В церковную провинцию Лилля входит архиепархия Камбре. Кафедральным собором архиепархии Лилля является церковь Нотр-Дам-де-ла-Трей.

## История
25 октября 1913 года Римский папа Пий X издал буллу Consistoriali decreto, которой учредил епархию Лилля, выделив её из архиепархии Камбре. В этот же день епархия Лилля вошла в митрополию Камбре.
30 марта 2008 года Римский папа Бенедикт XVI выпустил буллу In Gallia, которой возвёл епархию Лилля ранг архиепархии.

## Ординарии архиепархии
- епископ Алексис-Арман Шаро (21.11.1913 — 18.06.1920);
- епископ Эктор-Рафаэль Кийиэ (18.06.1920 — 23.03.1928);
- кардинал Ашиль Льенар (6.10.1928 — 7.03.1968);
- епископ Адриен-Эдмон-Морис Ган (7.03.1968 — 13.08.1983);
- епископ Жан-Феликс-Альбер-Мари Вильне (13.08.1983 — 2.07.1998);
- епископ Жерар Дени Огюст Дефуа (2.07.1998 — 1.02.2008);
- архиепископ Лоран Юльриш (1.02.2008 — 26.04.2022 — назначен архиепископом Парижа).

## Источник
- Annuario Pontificio, Libreria Editrice Vaticana, Città del Vaticano, 2003, ISBN 88-209-7422-3
- Булла Consistoriali decreto Архивная копия от 27 марта 2010 на Wayback Machine, AAS 5 (1913), стр. 481—485  (лат.)
- Булла In Gallia Архивная копия от 3 марта 2013 на Wayback Machine, AAS 100 (2008), стр. 213  (лат.)
- Объявление Святого Престола о возведении епархии Лилля в ранг архиепархии (недоступная ссылка)  (итал.)